# Aquí nos tocó vivir
Aquí nos tocó vivir fue un programa de entrevistas mexicano transmitido por Canal Once. Fue presentado por la periodista Cristina Pacheco del 10 de mayo de 1978, al 16 de diciembre de 2023.

## Historia
El programa inició sus trasmisiones el 10 de mayo de 1978 por el Canal Once, perteneciente al Instituto Politécnico Nacional.
Tras la conclusión del programa infantil-familiar de Televisa, En Familia con Chabelo en 2015, el programa se convirtió en el más longevo en emisión de la televisión mexicana, hasta su conclusión a finales de 2023. Actualmente es el tercer programa de mayor duración en México y en el más longevo de Canal Once. 

## Final del programa
El 1 de diciembre de 2023, Pacheco anunció en Conversando con Cristina Pacheco, otro de sus programas, que debía retirarse momentáneamente de la vida pública debido a problemas de salud. El día 16, de forma pregrabada se transmitió La Joya de la naturaleza, el capítulo final de Aquí nos tocó vivir. Cinco días después, el 21 de diciembre, la presentadora falleció a los 82 años de edad, lo que significó el fin de sus programas.

## Formato
El esquema comúnmente empleado es la visita al lugar de trabajo o vivienda para retratar la vida cotidiana de las personas. Preguntas comunes, sobre sus gustos, sus quehaceres, sus esperanzas, sus problemáticas.  Documentando como viven o como realizan su trabajo.

## Reconocimientos
En 2010, el programa fue reconocido por la UNESCO por su aportación a la memoria de la vida de la ciudad de México y de otras regiones del país, en la que su conductora, Cristina Pacheco, nos revela los distintos rostros de México, por lo que fue inscrito al Registro Memoria del Mundo de México.